# Artropatie Charcot
Artropatia Charcot, sau osteoartropatia neuropatică evolutivă, cunoscută și ca neuroartropatie, ori articulație (sau picior) Charcot, este o maladie degenerativă a articulațiilor piciorului, azi întâlnită aproape exclusiv la bolnavii de diabet zaharat afectați de polineuropatie (una din complicațiile “tardive” ale diabetului), materializată prin distrugere și deformare osoasă la nivelul articulațiilor gleznei (tibio-talară), tarso-metararsiene și metatarso-falangiene). A nu fi confundată cu "neuropatia Charcot–Marie–Tooth", o maladie sistemică și ereditară cu origine în defecte genetice și cromozomiale. Neuro-artropatia Charcot este o boală cronică care nediagnosticată și tratată la timp, conduce la infirmitate (prin deformarea arhitecturii osoase a picioarului sau/și anchiloză articulară), la amputări și posibil chiar deces (ca urmare a ulcerațiilor plantare și infecțiilor). Odată ce procesul inflamatoriu și degenerativ a fost amorsat, maladia nu mai poate fi vindecată, iar prin tratament evoluția bolii nu poate fi decât în cel mai bun caz încetinită.

## Istoric
Artropatia Charcot a fost observată pentru prima dată de către medicul francez Jean-Martin Charcot la pacienții afectați de complicațiile neurologice ale sifilisului. Și-a făcut cunoscute observațiile în publicații de specialitate în 1868. Neuroartropatia Charcot apare întotdeauna în urma unei neuropatii periferice. Ulterior s-a arătat că boala apare drept complicație și a altor maladii, factorul comun care le leagă însă pe toate, fiind polineuropatia periferică.

## Patogenză
Maladia are o dublă cauzalitate: în primul rând se datorează pierderii funcționalității fibrelor nervoase simpatice. Ca parte a sistemului nervos autonom, acestea sunt implicate în reglarea debitului sanguin periferic. O creștere a debitului sanguin periferic la bolnavul de neuropatie diabetică duce la “spălarea” (adică antrenarea în sistemul circulator) mineralelor de pe eșafodajul de colagen din oase, fapt care fragilizează structura osoasă. În patogeneză este implicată însă și afectarea nervilor senzitivi, prin pierderea sensibilității (la durere), însoțită de pierderea funcționalității sistemului de percepție a poziției oaselor piciorului (sistemul proprioceptor). Lipsa de senzație (durere) distruge în timp comportamentul preventiv (ca la cei cu analgezie congenitală⁠(en)[traduceți]), traumele și fracturile acumulându-se peste traume și fracturi, până la infirmitate și ulcer. În mod similar, pierderea sistemului proprioceptor face ca creierul să nu fie informat în fiecare moment (și astfel nu mai acționează în consecință) de poziția oaselor în articulații), fapt care duce la instabilitate, și astfel la risc de traumă și fracturi repetate. 
La pacientul diabetic traseul patologic este acesta: 
Hiperglicemia cronică distruge fibra nervoasă prin glicolizarea proteinelor, care astfel își pierd conformația și deci funcția; o altă cale prin care hiperglicemia atacă (indirect) fibra nervoasă este afectarea microvasculară (prin activarea căii metabolice poliol, cu produșii toxici sorbitol și fructoză), care duce la reducerea fluxului de oxigen și nutrienți spre fibrele nervoase; la diabeticul tip I este posibilă și o implicare autoimună în inflamația și atacul fibrelor nervoase.
Odată instalată, neuropatia va antrena prin cele 2 (posibile) căi, anume vasodilatația masivă a piciorului și hiperemia locală (promovată ca explicație de școala de medicină franceză) și traumatismul (teoria neurotraumatică, promovată ca explicație de școala germană de medicină; teoria neurotraumatică nu explică însă apariția artropatiei Charcot la persoanele cu neuropatie imobilizate la pat - paraliticii, de ex., care sporadic dezvoltă și ei această maladie, sau pacienții diabetici la care aparatul locomotor nu este pus, din diverse motive, niciodată sau doar rareori în sarcină (masă corporală pe membrele inferioare) - dovadă că etiologic vorbind a.C. este multifactorială, iar cauzalitatea neurotraumatică nu pare a fi singură capabilă să provoace boala), provoacă o distrugere a arhitecturii piciorului.
Teoria neurovasculară s-a dovedit a fi mai simplu de verificat: la un pacient cu a.C. diagnosticată, dar care la un moment dat a dezvoltat o arterioscleroză ocluzivă (obliterans), artropatia a încetat să evolueze pe toată perioada dinaintea revascularizării membrului afectat de ischemie. Evoluția a.C. încetează deci dacă hiperemia locală este, cumva, eliminată. Conform acestei teorii, afectați de diabet fiind, nervii care comandă musculatura micilor artere ale piciorului nu-și mai îndeplinesc funcția  (care asigură vasoconstricția); vasele sunt astfel permanent relaxate (la fel, glandele sudoripare nu mai pot evacua secreția ptr. că musculatura nu mai este stimulată de nervii distruși: pielea și unghiile piciorului devin uscate și se îngroasă), fapt care permite continuu existența unui flux sanguin intens prin extremitatea membrului inferior. 
Din cauza hiperemiei cronice structura osului se fragilizează: mineralele sunt spălate (washed-out) de pe scheletul colagen; osul fragilizat al unui membru deja insensibil (neuropatic) va fini prin a se fractura; procesul reparatoriu amorsat va fi însă vicios: este foarte viguros, însă ineficient, pentru că o dată în plus producția de fibre organice pentru eșafodaj nu este dublată de o mineralizare tot atât de eficace; nu există astfel o depunere pe măsură a mineralelor pe scheletul proteic; porțiunea reparată va fi deci tot atât de fragilă ca restul osului. Pacientul produce din belșug os nou în zona fracturii, dar care fragil fiind, este el însuși susceptibil de a se refractura dacă este supus sarcinilor. 
În plus, feed-back-ul senzorial, care la individul normal permite ca remodelarea osoasă să se producă de-a lungul liniilor de stres, este absent (neuropatie), zona reparată rămânând indefinit deformată și masivă; aceleași defecte senzoriale produc un dezechilibru și între activitatea de resorbție (osteoclastică) și aceea de producție osoasă (osteoblastică).

## Prevalență
Prevalența indicată în literatura medicală variază considerabil de la o sursă la alta; aprecieri relativ recente (Oloff, Musculoskeletal Disorders of the Lower Extremities, 1994; Diabetic Foot, Veves et al., 2006) susțin că unul din 10 diabetici va fi afectat la un moment dat de a.C., în timp ce la diabeticii care au dezvoltat deja polineuropatie periferică, unul din 3 va dezvoltă a.C. În "Evidence-based Orthopedics" ("Evidence-Based Medicine" series) editată de Mohit Bhandari se afirmă că a.C. are o pevalență atât în SUA cât și în restul lumii situată între 0.3% și 3% din populația diabetică.

## Tratament
Tratamentul constă în repaus total al aparatului locomotor; scoaterea, un timp îndelungat (în medie 6 luni), prin diverse metode (ghips, gheată ortopedică din plastic, repaus la pat), din sarcină a piciorului afectat, este esențială pentru tranziția din faza inflamatorie în faza stabilizată. Deși osteoliza afectează adesea, prin extinderea procesului inflamatoriu, falangele vecine celei fracturate, lăsând practic largi porțiuni de structură osoasă lipsă (fapt care la vindecare participă la (sub-)luxația (dislocarea articulară) și proasta realiniere osoasă tipică piciorului Charcot, intervențiile de chirurgie ortopedică sunt în general excluse, pentru că actul chirurgical însuși poate reprezenta un factor declanșator al proceselor inflamatorii caracteristice afecțiunii. În anumite cazuri (echinism; sau o deformare a piciorului medial care implică prăbușirea boltei) se practica stabilizarea articulației prin fuziune. În faza stabilizată, se recomandă gheată ortopedică mulată. Recent, s-a descoperit că tratamentele cu antioxidanți ameliorează durerile. De asemenea, compania Pharnext a efectuat studii clinice pentru tratamentul cu numele de cod PXT3003.